# HIG
HIG (від англ. Human Interface Guidelines) — документ, який містить рекомендації для розробників програмного забезпечення. Служить для створення найбільш інтуїтивних, легких для сприйняття і логічних інтерфейсів взаємодії з користувачами. Зазвичай уніфікує зовнішній вигляд застосунків, а також вказує на необхідність використання технологій, що дозволяють робити програми доступними різними мовами і для людей з обмеженими фізичними можливостями.
Основною метою HIG є створення послідовного досвіду для користувачів у межах конкретного середовища (зазвичай операційної системи або робочого середовища), включаючи використані додатки та інші інструменти. Це означає, що HIG встановлює спільний візуальний дизайн та створює послідовний доступ до елементів інтерфейсу - від простих, таких як кнопки та піктограми, до більш складних конструкцій, таких як діалогові вікна.
HIG надають рекомендації та поради, які допомагають розробникам створювати кращі додатки. Хоча розробники іноді свідомо порушують ці рекомендації, якщо вони вважають, що вони не відповідають їх додаткам, або якщо результати тестування використовуваності показують переваги відхилення, варто зазначити, що організація, яка публікує HIG, може утримуватися від підтримки такого додатку. Наприклад, інтерфейс користувача веб-переглядача Mozilla Firefox суперечить рекомендаціям проекту GNOME HIG, і це є одним із основних аргументів на користь включення в розповсюдження GNOME браузера GNOME Web замість Firefox.
Apple Human Interface Guidelines (AHIG) регулює буквально все, починаючи від назв і розташування пунктів меню та елементів керування у вікні (аж до пікселів) і закінчуючи розташуванням тимчасових файлів.
Apple позиціонує AHIG не тільки як довідник для розробників, але також як енциклопедію для користувача Mac OS, адже більшість програм відповідає Apple HIG, тобто ведуть себе однаково.
Таким чином, освоївши одного разу основні принципи і сформувавши звичку, користувачу надалі буде легко працювати з будь-якими продуктами.